# Saint-Frajou
Saint-Frajou település Franciaországban, Haute-Garonne megyében. Lakosainak száma 205 fő (2022. január 1.). Saint-Frajou L’Isle-en-Dodon, Anan, Coueilles, Fabas, Saint-Laurent és Salerm községekkel határos.

## Népesség
A település népessége az elmúlt években az alábbi módon változott:
| Lakosok száma | 239  | 226  | 209  | 182  | 209  | 214  | 215  | 213  | 214  | 205  |
|               | 1968 | 1982 | 1990 | 2006 | 2013 | 2015 | 2017 | 2019 | 2020 | 2022 |